# Tadeusz Gaworski
Tadeusz Jan Gaworski vel Tadeusz Gazda ps.: Anila Lawa, Tadziunio (ur. 25 grudnia 1916 w Radomiu, zm. 5 kwietnia 1963 w Londynie) – kapitan piechoty Wojska Polskiego, Polskich Sił Zbrojnych, Armii Krajowej, uczestnik Powstania warszawskiego, cichociemny, żołnierz wyklęty. Znajomość języków: niemiecki  Zwykły Znak Spadochronowy nr 0064, Bojowy Znak Spadochronowy nr 2018

## Życiorys
Od roku 1921 mieszkał we Lwowie, uczył się w szkole powszechnej, następnie w V Gimnazjum Humanistycznym, w 1937 roku zdał egzamin dojrzałości. Od roku 1933 do 1937 działał we Lwowie w Towarzystwie Gimnastycznym „Sokół” oraz w Polskim Związku Narciarskim.
Od 20 września 1937 roku uczestnik Dywizyjnego Kursu Podchorążych Rezerwy Piechoty w Stanisławowie, po jego ukończeniu od 15 września 1938 roku w Szkole Podchorążych w Ostrowi – Komorowie. Od 1 czerwca 1939 roku odbywał praktykę jako zastępca dowódcy plutonu w 40 Pułku Piechoty Dzieci Lwowskich. Od 1 sierpnia 1939 roku jako zastępca dowódcy plutonu w 19 Pułku Piechoty Odsieczy Lwowa. Awansowany na stopień podporucznika 1 września 1939 roku.
W kampanii wrześniowej 1939 roku od 2 września jako dowódca plutonu Ośrodka Zapasowego „Cytadela” 10 Pułku Piechoty 5. Dywizji Piechoty, uczestniczył w obronie Lwowa. 23 września 1939 roku aresztowany przez Sowietów, osadzony we Lwowie, następnie w Skolimiu. Uciekł, 18 grudnia przekroczył granicę polsko-węgierską, internowany w cytadeli w Budapeszcie. Uciekł, przez Jugosławię, Włochy dotarł 25 lutego 1940 roku do Francji. Wstąpił do Polskich Sił Zbrojnych, od 28 lutego 1940 roku przydzielony jako dowódca plutonu Szkoły Podchorążych Piechoty w Camp de Coëtquidan. 
Po upadku Francji ewakuowany  20 czerwca 1940 roku z St. Jean de Luz, 28 czerwca dotarł do Plymouth (Wielka Brytania). Wstąpił do Polskich Sił Zbrojnych pod dowództwem brytyjskim, przydzielony jako dowódca plutonu 7 batalionu 3 Brygady Kadrowej Strzelców.  Od 3 czerwca 1941 roku przydzielony do 1 Samodzielnej Brygady Spadochronowej. Od 13 listopada do 23 grudnia 1941 roku uczestnik kursu łączności dla oficerów 1 SBS.
Zgłosił się do służby w kraju. Przeszkolony ze specjalnością w dywersji na kursach specjalnych dla kandydatów na cichociemnych, m.in. prowadzenia pojazdów (samochód, motocykl, parowóz), spadochronowym, odprawowym (STS 43, Audley End) i in.  Zaprzysiężony na rotę ZWZ/AK 14 stycznia 1942 roku, w Londynie, przydzielony do Oddziału VI (Specjalnego) Sztabu Naczelnego Wodza. Awansowany na stopień porucznika 21 listopada 1942 roku. Oczekując na zrzut w Polsce ochotniczo wziął udział w akcjach brytyjskich komandosów na wybrzeżu francuskim.
Skoczył ze spadochronem do okupowanej Polski w nocy 25/26 stycznia 1943 roku w sezonie operacyjnym „Intonacja”, w operacji lotniczej „Brace”,  z samolotu Halifax DT-727 „K” (138 Dywizjon RAF) na placówkę odbiorczą „Chmiel” 103 (kryptonim polski, brytyjskie oznaczenie numerowe pinpoints), obok szosy Warszawa – Radom, 13 km od Białobrzegów. Razem z nim skoczyli:  por. Ignacy Bator ps. Opór, płk Roman Rudkowski ps. Rudy oraz kurier Delegatury Rządu na Kraj kpr. Wiktor Czyżewski ps. Cap.
Po aklimatyzacji do realiów okupacyjnych, początkowo przydzielony do Okręgu Wołyń AK. Po jego cofnięciu w marcu 1943 roku dostał przydział do Wydziału Lotnictwa Oddziału III Operacyjnego Komendy Głównej AK jako dowódca specjalnego plutonu lotniczego. W czerwcu 1944 roku został przeniesiony organizacyjnie do warszawskiej „Bazy Lotniczej”. Uczestnik wielu akcji bojowych, m.in. ataku na niemiecki pociąg urlopowy pod Szymanowem (22 listopada 1943), akcji „Polowanie” w rejonie Starej Miłosnej na niemieckich notabli dystryktu warszawskiego: Fischer, Leist, Kutschera (8 stycznia 1944), wysadzenia mostu kolejowego na Wisłoku w rejonie miejscowości Tryńcza (6 kwietnia 1944).
W powstaniu warszawskim jako dowódca specjalnego plutonu  miał przeprowadzić atak na gmach Dowództwa Lotnictwa przy ul. Puławskiej oraz na Lotnisko Okęcie, z ataku zrezygnowano. Od 1 sierpnia 1944 roku w lasach Sękocińskich, Chojnowskich, m.in.  zorganizował zasadzkę w rejonie Wólki Praskiej (7 sierpnia 1944). Od 17 sierpnia 1944 roku w Puszczy Kampinoskiej, jako dowódca plutonu specjalnego, od 17 września dowódca kompanii szturmowej pułku „Palmiry-Młociny”. Brał udział w zwycięskim wypadzie na Truskaw, gdzie rozbito batalion z kolaboracyjnej brygady SS RONA. Uczestniczył także w starciu pod Małocicami i ataku na tartak w Piaskach Królewskich. W czasie bitwy pod Jaktorowem pułk „Palmiry-Młociny” został rozbity, jednak Gaworskiemu udało się wyprowadzić swoją kompanię z kotła. Przebijając się na obszar znajdujący się pod kontrolą 25 pułku piechoty AK na początku października w czasie jednej z potyczek w lasach Brudzewickich ranny wskutek postrzału poniżej kolana. 8 października 1944 rozwiązał kompanię. Do 17 grudnia 1945 roku przebywał na leczeniu w szpitalu w Szydłowcu, następnie jako oficer do zleceń Dowódcy Lotnictwa AK cichociemnego płk Romana Rudkowskiego ps. Rudy. 15 stycznia 1945 roku awansowany na stopień kapitana.
11 maja 1945 roku aresztowany w Gdyni, następnie zwolniony. Pozostał w konspiracji, nawiązał kontakt z płk. Janem Gorazdowskim ps. Wolański, szefem Wydziału Personalnego Oddziału I Delegatury Sił Zbrojnych na Kraj, działał do 14 września 1945 roku. 25 września 1945 roku wyemigrował do Wielkiej Brytanii, podczas podróży opiekował się żoną gen. Tadeusza Komorowskiego ps. Bór, Ireną oraz dwoma  jej synami. 10 października 1945 roku zameldował się w Oddziale VI (Specjalnym) Sztabu Naczelnego Wodza w Londynie. Po demobilizacji pracował jako projektant małych kotłów wysokociśnieniowych dla jachtów i małych statków. Zmarł 5 kwietnia 1963 roku w Londynie, pochowany na  Gap Road Cemetery (Wimbledon, Londyn), grób – E/A/52 .
Opublikował wspomnienia pt. Z dziennika  w książce Drogi cichociemnych (Londyn 1972, Warszawa 1993, 2008). Jego pistolet Colt M1911, znajduje się obecnie w zbiorach Muzeum Wojska Polskiego w Warszawie.

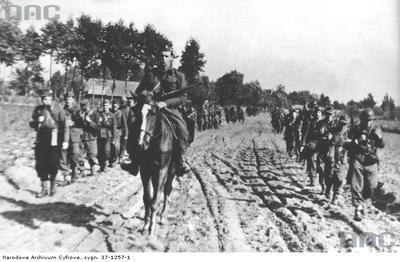
Żołnierze kompanii lotniczej por. Tadeusza Gaworskiego „Lawy” Grupy Kampinos Armii Krajowej – Wymarsz kompanii na wypad – żołnierze idą wiejską drogą. Na koniu dowódca 1 plutonu st. ogniomistrz Jerzy Baumiller ps. George. Z tyłu pluton ppor. Tadeusza Nowickiego ps. Orlik

## Awanse
- podporucznik – 1 września 1939
- porucznik – 21 listopada 1942
- kapitan – 15 stycznia 1945[3]

## Odznaczenia
- Krzyż Srebrny Orderu Virtuti Militari – dwukrotnie, 15 stycznia 1945 roku i 18 maja 1946 roku
- Krzyż Walecznych – 17 stycznia 1946 roku.

## Życie rodzinne
Był synem Andrzeja, właściciela garbarni, i Ewy z domu Gembczyk. Ożenił się w 1942 roku z Aliną Mazurkiewicz (ur. 1923), z którą miał dwóch synów: Andrzeja (ur. 1950) i Marka (ur. 1953).